# Olavi Salonen (företagsledare)
Olavi Oskar Salonen, född 28 augusti 1914 i Helsingfors, död där 27 januari 1998, var en finländsk företagsledare och politiker (socialdemokrat).
Salonen, som var son till stenarbetare Oskar Salonen och Hilma Pakkala, genomgick mellanskola, studerade vid Samhälleliga högskolan, blev sociologie kandidat 1937 och sociologie magister 1956. Han innehade olika befattningar vid Osuustukkukauppa (OTK) 1934–1958, var chef för OTK:s livsmedelsgrupp från 1958 och koncernchef 1968–1978 samt medlem av OTK:s styrelse 1962–1978. Han var ordförande i styrelsen för Kustannus Oy Kansanvalta 1965–1968, medlem av styrelsen i flera andra företag samt medlem av styrelsen och arbetsutskottet i Livsmedelsförbundet från 1962. 
Salonen var expert vid GATT-förhandlingar 1957, medlem av exportnämnden för lantbrukets marknadsföringsfond 1962–1965, i kommittén för fettullar 1957, kommittén för behandling av sockerlagen 1965. Han var medlem av Finlands Banks fullmäktige 1966–1971 samt handels- och industriminister i Rafael Paasios regering 1966–1968 och minister i handels- och industriministeriet i Ahti Karjalainens regering 1971.